# Leopold Querol i Roso
Leopold Querol i Roso (Vinaròs, 15 de novembre de 1899 — Benicàssim, 26 d'agost de 1985) va ser un pianista valencià.
Va estudiar al Conservatori de València com a deixeble d'Eduard López Chavarri i Josep Bellver i on va ser company de Josep Iturbi i Francesc Cuesta Gómez. Al mateix temps va llicenciar-se en Filosofia i Lletres per la Universitat de València, on es va doctorar amb la tesi La poesía del cancionero de Uppsala en 1929. Va ampliar els seus estudis musicals a Bolònia i a París amb Ricard Viñes, qui el va posar en contacte amb diverses figures de la música francesa del seu temps, com ara Francis Poulenc o Maurice Ravel. També va escriure Las obras teóricas de Juan Tinctoris, según el manuscrito de la Universidad de Valencia (1965) i obres de divulgació d'història de la música.
Es va establir a Madrid, on va ser catedràtic al Conservatori Nacional, director musical a l'Institut Ramiro de Maeztu i catedràtic d'educació secundària de francès, activitat que també va realitzar a Las Palmas, Albacete i València. No obstant això, mai va abandonar la seua carrera de concertista internacional, amb freqüents visites a València i a Barcelona. Joaquín Rodrigo va compondre per a ell el Concierto heroico per a piano i orquestra. Igualment, va compondre Preludio en si bemol i Danza valenciana i va publicar Historia de la música i Estilo y significación del romanticismo de Chopin, entre d'altres. Fundà el premi Francesc Tàrrega de guitarra.
L'any 1966 va rebre la Gran Creu de la Orden Civil de Alfonso X el Sabio. Quan va morir en 1985 era membre de Reial Acadèmia de Belles Arts de San Fernando i de la de Sant Carles.